# Sabato sera — Studio Uno ’67
Sabato sera — Studio Uno ’67 је студијски албум италијанске певачице Мине, објављен у јуну 1967. године за издавачку кућу Ri-Fi.

## Списак пјесама
1. La banda — 2:35
2. Tu non credi più — 3:07
3. Se c’è una cosa che mi fa impazzire — 2:38
4. Se tornasse caso mai — 3:01
5. Quando vedrò — 3:27
6. L’immensità — 2:36
7. Conversazione — 2:19
8. Sabati e domeniche — 2:44
9. Noi due — 3:15
10. Portami con te — 2:36

## Позиције на листама
| Листа (1967)              | Највиша позиција |
| ------------------------- | ---------------- |
| Италија (Musica e dischi) | 1                |